# Simla
Simla è una suddivisione dell'India, classificata come census town, di 13 632 abitanti, situata nel distretto di Hooghly, nello stato federato del Bengala Occidentale. In base al numero di abitanti la città rientra nella classe IV (da 10 000 a 19 999 persone).
È qui che nacque il nobile e politico Charles Spencer-Churchill, IX duca di Marlborough.

## Geografia fisica
La città è situata a 22° 44' 25 N e 88° 19' 29 E.

## Società

### Evoluzione demografica
Al censimento del 2001 la popolazione di Simla assommava a 13 632 persone, delle quali 6 921 maschi e 6 711 femmine. I bambini di età inferiore o uguale ai sei anni assommavano a 1 431, dei quali 711 maschi e 720 femmine. Infine, coloro che erano in grado di saper almeno leggere e scrivere erano 9 809, dei quali 5 337 maschi e 4 472 femmine.